# Asesinato de Eva Blanco

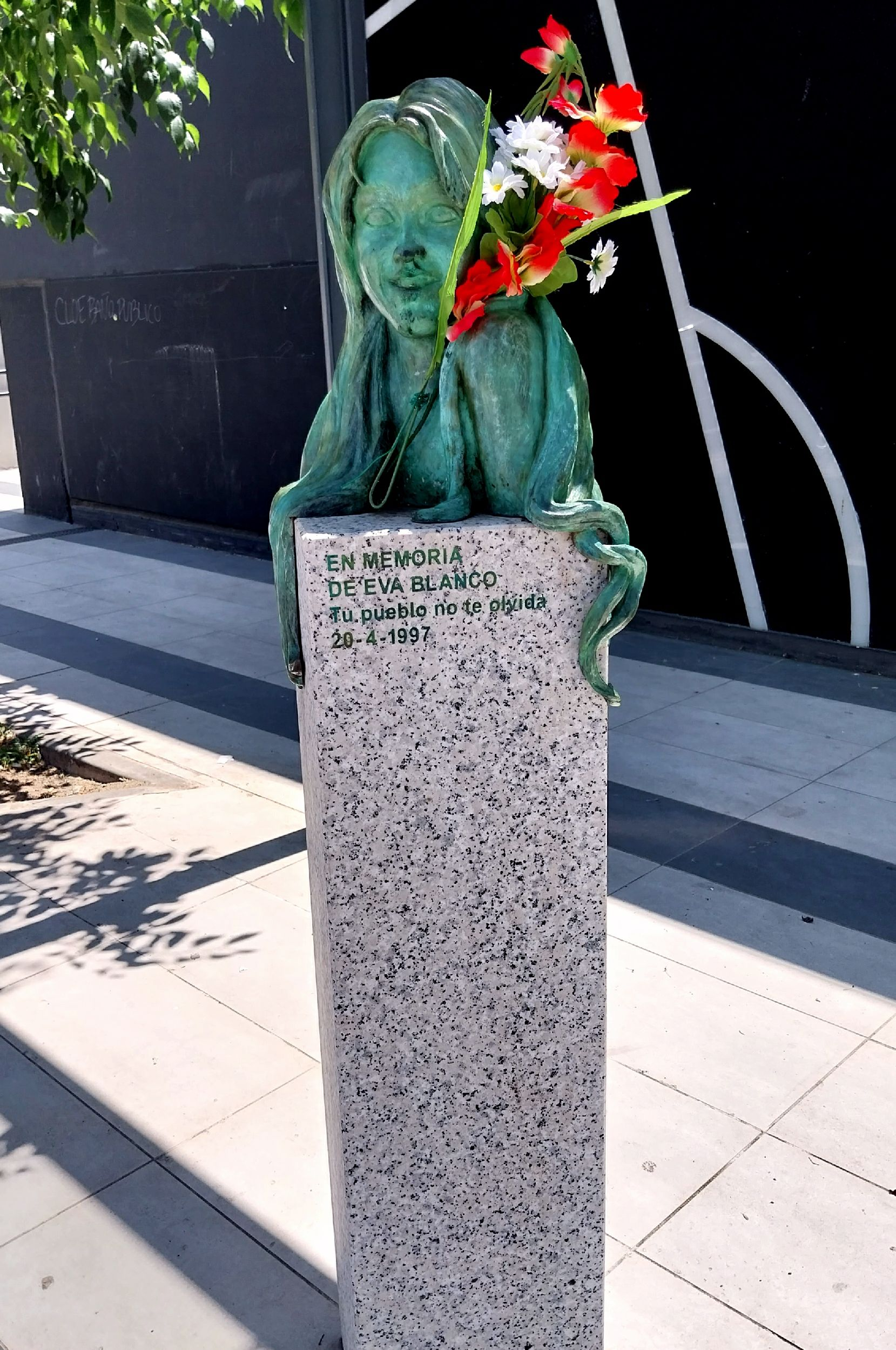
Memorial de Eva Blanco ubicado en el Parque Comercial Puerta de Algete (2025).

Eva Blanco Puig (Madrid, 17 de febrero de 1981 - Algete, 20 de abril de 1997) fue una adolescente española asesinada en abril de 1997, a los 16 años de edad. El caso se mantuvo sin resolver durante una década y media, ganando una notoria atención mediática en el país. En 2013, nuevos avances en la investigación del ADN genealógico llevaron a determinar que el sospechoso tenía origen magrebí. Posteriormente, cientos de personas que habían vivido en la comunidad de Algete contribuyeron con su perfil de ADN para ayudar al esfuerzo de investigación; uno de los donantes mostró una coincidencia a nivel de hermanos con el perpetrador, y las investigaciones posteriores finalmente llevaron al arresto de Ahmed Chelh Gerj, un ciudadano hispano-marroquí residente en la población en el momento de los hechos. Chelh se suicidó en prisión en 2016, y el caso se cerró.

## Desaparición
La tarde del sábado 19 de abril de 1997, Blanco estuvo jugando al tenis con sus amigas. Por la noche, el grupo permaneció en una discoteca local hasta las 23:30 horas, cuando se prepararon para regresar a casa. Blanco, que debía regresar a medianoche, fue de las primeras en separarse del resto. Una amiga la acompañó hasta un terreno baldío a unos 700 metros de la casa de la joven, en la zona residencial de Valderrey, antes de separarse a las 23:45 horas. Blanco tenía la intención de cruzar esa zona como un atajo para llegar antes a su domicilio, evitando un desvío más largo por el centro de la ciudad, pero nunca llegó a su destino. Ella y otros estudiantes de Valderrey usaban el mismo atajo con regularidad para llegar a la escuela secundaria. Como Blanco siempre había llegado a tiempo antes, su madre se preocupó y llamó a las amigas de su hija, quienes le dijeron que ya se había ido. Ella entonces alertó a su esposo, un conductor de grúa, quien la buscó en el pueblo con la ayuda de su sobrino, un policía local y el padre de una de las amigas de Blanco. Al no encontrar rastro de ella, los padres denunciaron su desaparición en la comisaría de la Guardia Civil local a la una de la madrugada, pero los agentes se mostraron apáticos ante la posibilidad de presentar un informe de desaparición al cabo de poco más de una hora. El guardia de la puerta incluso dijo que los chicos de su edad estaban todos drogados y que probablemente ella estaba acostada en algún portal.
A las 2:30 horas, familiares, amigos, Guardia Civil y Policía local iniciaron su registro en Algete y la zona que conduce a la cercana Fuente el Saz de Jarama, aunque la Guardia Civil no presentó un informe de desaparición hasta las 8 de la mañana del ya domingo 20 de abril. A mediodía, la familia contactó con la televisión autonómica Telemadrid para solicitar ayuda para dar a conocer el caso.
El padre de Blanco visitó la comisaría local de la Guardia Civil en quince ocasiones durante la noche y criticó a la institución por no registrar los caminos rurales ni utilizar vehículos en la búsqueda antes del amanecer, salvo en un corto recorrido de 20 minutos por Valderrey. La Guardia Civil negó la acusación y dijo que era costumbre esperar algunas horas entre la denuncia de desaparición y su registro.

## Investigaciones tempranas

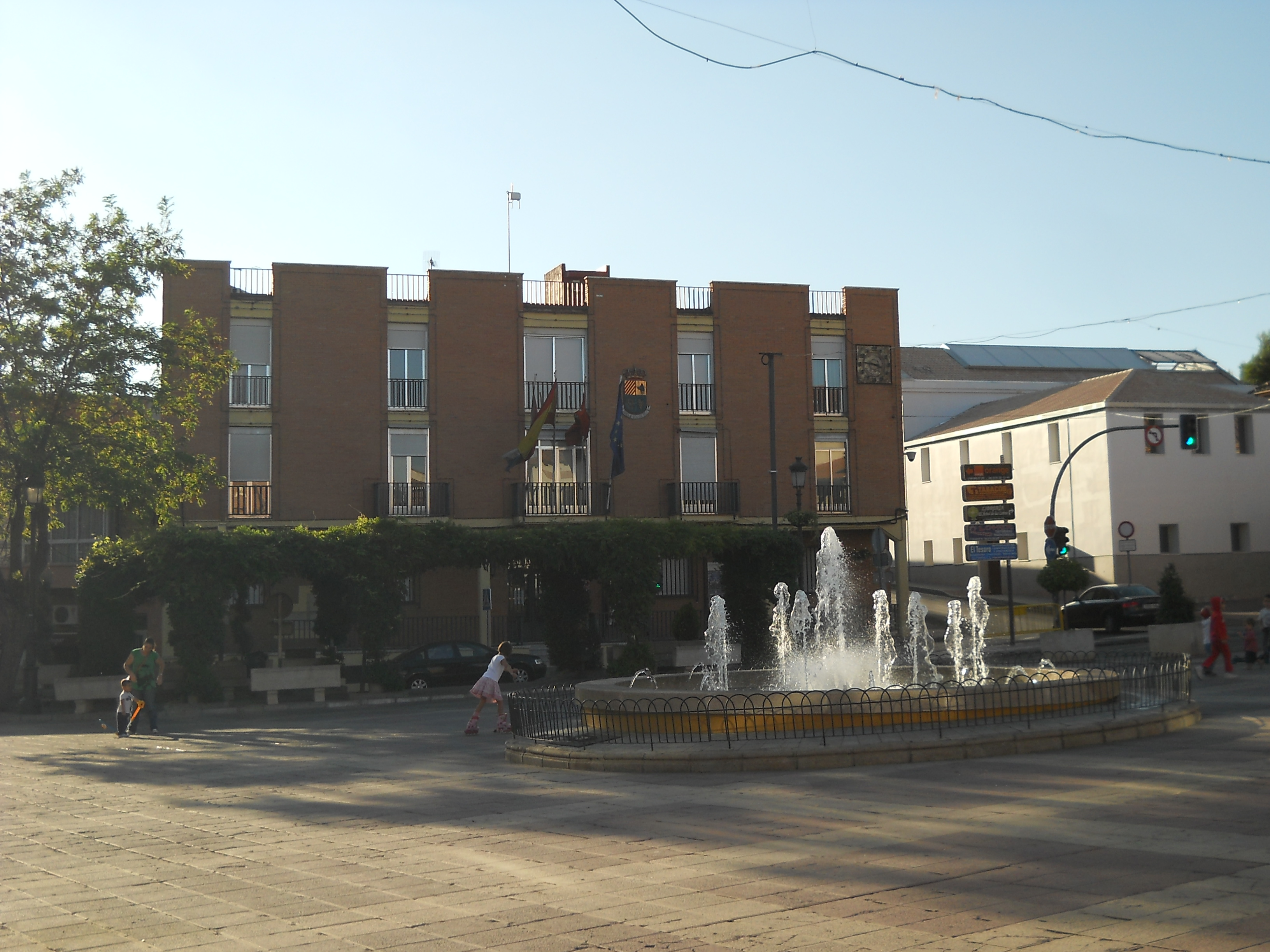
Zona céntrica de Algete, con la casa consistorial.

### Descubrimiento del cuerpo
El cuerpo de Blanco fue encontrado por dos ancianos residentes de Ajalvir a las 09:00 de la mañana, junto a una obra de construcción de una carretera entre Cobeña y Belvis de Jarama, a seis kilómetros de Algete. Los descubridores pensaron que pudo haber sido atropellada por un automóvil, pero la Guardia Civil advirtió que la víctima, tendida boca abajo en el suelo, había sido apuñalada varias veces en la espalda mientras intentaba huir de un atacante. El cuerpo estaba vestido con los mismos jeans, suéter oscuro y botas de montaña que vestía cuando desapareció, con solo una manga de la chaqueta quitada. También se supuso que tanto el asesino como la víctima habían llegado a la zona en un vehículo, aunque la lluvia abundante en la noche del asesinato había borrado las huellas de los neumáticos y la mayoría de las demás pruebas forenses. Sin embargo, sobrevivieron algunas huellas de la víctima y de un hombre con mocasines de la talla 42.
La Guardia Civil comunicó el hallazgo a la familia de Blanco a las 15:30 horas. La noticia causó conmoción en Algete, una localidad de apenas 12 300 habitantes por aquel entonces, sin casos recientes de delitos violentos. A las 19:00 horas, 200 personas se reunieron en silencio ante la casa de Blanco para condenar su asesinato. A su funeral y entierro, celebrado el 23 de abril, asistieron 2 000 personas.

### Informe de la autopsia
Blanco fue apuñalada en la espalda 19 veces antes de morir por la pérdida de sangre alrededor de las 4 de la madrugada. El arma homicida era una navaja de entre 8 y 10 centímetros de largo y 1 cm de ancho. La primera puñalada en el costado del cuerpo se hizo mientras estaba sentada en un vehículo y el resto después de que saliera e intentara correr cuesta arriba junto a la carretera. Muchas de estas heridas posteriores, en su mayoría encontradas en la oreja y parte posterior de la cabeza de Blanco, fueron superficiales y se interpretaron como "pasionales", mientras que la primera herida fue profunda y pudo haber sido fatal incluso en ausencia de todas las demás. El himen de Blanco había sido desgarrado y el semen del mismo hombre se encontró en su boca, vagina y ropa interior. También se extrajo una fibra roja de la boca de Blanco, que posteriormente fue identificada por el Centro de Documentación y Museo Textil de Tarrasa (provincia de Barcelona) como perteneciente a un tipo común de tapicería de automóviles, lo que confirmó que Blanco había estado en un vehículo después de su desaparición.

### Primeras teorías
Debido a que el cuerpo fue encontrado vestido y no mostraba signos de violencia previa, tanto el forense como los oficiales creyeron que el sexo había sido consensuado y que el asesinato fue el resultado de una discusión posterior. Por el contrario, los padres de Blanco pensaron que su hija había sido secuestrada y violada a punta de cuchillo, y luego asesinada para evitar el enjuiciamiento por el crimen cometido.
La Guardia Civil inicialmente creyó que el caso se cerraría tras una breve investigación. La teoría dominante era que una sola persona conocida por Blanco se le acercó en un automóvil, se ofreció a recogerla lo que ella aceptó y la llevó al sitio en construcción, un conocido espacio en el que parejas intimaban, donde tuvieron relaciones sexuales antes de que ella fuera asesinada. El primer sospechoso fue el exnovio de Blanco, un residente de Fuente el Saz que recientemente había roto con ella. Sin embargo, fue descartado tras ser interrogado por la policía. Posteriormente, la investigación se centró en hombres adultos conocidos por la familia de Blanco y en quienes ella podía confiar. El 29 de mayo, el Gobierno anunció que la Guardia Civil encontró el caso más complicado de lo esperado y que ya no excluía a un extraño como autor. Los amigos de Blanco afirmaron que ella nunca aceptaría que un extraño la llevara y que debió haber sido obligada a subir al automóvil. Otros vecinos relacionaron el crimen con un extraño vehículo azul visto en el pueblo siguiendo a otra chica alrededor de la medianoche, uno de cuyos ocupantes era un hombre rubio de unos veinte años. Sin embargo, nadie registró la matrícula del coche.
La existencia de semen se ocultó a la familia de Blanco y al público mientras los agentes recuperaban muestras de ADN de los parientes varones de Blanco y las comparaba con las originales en espera de una coincidencia. Muchas de esas pruebas fueron recuperadas siendo escondidas dichas intenciones por la policía. Así, por ejemplo, la muestra del padre de Blanco fue extraída de un cigarrillo que había fumado y dejado mientras tomaba café y comentaba el caso con agentes de la Guardia Civil; otros fueron tomados bajo la apariencia de pruebas de contenido de alcohol en sangre no relacionadas o de tazas y vasos usados en bares. Aunque no se hicieron coincidencias, la Guardia Civil siguió convencida de que el asesino era un hombre adulto residente en Algete o en una localidad cercana.

### Diarios
Ocho meses después del crimen, la madre de Blanco encontró dos cuadernos escondidos entre cajones en la habitación de su hija. Estaban etiquetados como "95-96" y "96-97", y fueron escritos a mano por la víctima hasta el día de su asesinato. Muchas de estas páginas no contenían nada más que "Eva y Miguel", el nombre de su exnovio, repetido una y otra vez con diferentes colores de bolígrafo. Sin embargo, dos páginas antes del final del último, "Eva y Miguel" fueron reemplazados por "Eva y 343110". Todos los intentos por descubrir el significado de "343110" fueron infructuosos, y algunas hipótesis giraron en torno al hecho de que "34" es el prefijo telefónico de España y "110" era el código postal de Algete, de la zona en la que vivía Blanco.
(Ver en el último párrafo el posible significado tras la detención del asesino).

### Propuesta de pruebas masivas de ADN
Después de ser informado de que su ADN había sido comparado con el semen encontrado en el cuerpo de su hija y lo excluyeron como sospechoso, el padre de Blanco comenzó a hacer campaña para que otros residentes de Algete proporcionaran muestras voluntarias de ADN en un esfuerzo por ayudar a atrapar al asesino de su hija. En este proyecto contó con el respaldo del alcalde de Algete, Jesús Herrera Fernández (del PSOE), quien hizo un anuncio oficial en noviembre de 1999, solicitando a todos los residentes varones de Algete mayores de 16 años (aproximadamente 5 000) que proporcionaran muestras voluntarias de cabello o saliva si así lo deseaban. La propuesta fue rechazada por unanimidad por las organizaciones judiciales españolas que la consideraron "ingenua", "desproporcionada", "inútil" y un posible estigma para los residentes de Algete que se negaran a proporcionar una muestra de ADN sin orden judicial y estaban en su derecho legal de no hacerlo. 
Sin embargo, el padre de Blanco recibió 2 013 muestras de vecinos de Algete y localidades cercanas y las depositó en el juzgado local hasta que se decidiera qué hacer con ellas. El juez de instrucción del caso solicitó un informe al fiscal general de Madrid sobre la viabilidad legal de dicha prueba. La respuesta, emitida el 30 de marzo de 2000, fue que las pruebas solo deberían realizarse en muestras de personas que pudieran considerarse sospechosas según la investigación, y no solo en voluntarios. Solo se analizaron muestras de 45 personas, incluidos 12 familiares de Blanco por parte de su padre, seis por parte de su madre, sus absolutorios y cualquier persona con antecedentes penales, con especial atención a los casos de conducta sexual inapropiada y violencia con cuchillo.

## Nuevas evidencias y renovado interés de los medios
En 2007, 30 agentes habían trabajado en el caso y se había solicitado información sobre casos similares a otras oficinas de aplicación de la ley, incluidas la Ertzaintza y el FBI. Un especialista de la Universidad de Santiago de Compostela reexaminó las pruebas de ADN y concluyó que pertenecía a un hombre que no era de ascendencia europea. Seis años después, en 2013, el número de personas investigadas había aumentado a 1 503, y se había analizado el ADN de 208 hombres de Algete y otras localidades, incluidos delincuentes que se encontraban en libertad condicional en el momento del asesinato. Un nuevo juez de instrucción permitió la apertura y verificación de los 2 013 sobres que contenían los nombres de los voluntarios de 1999, pero no el análisis de todas las muestras de ADN.

### Eva: Un expediente abierto
El 26 de abril de 2013, el programa de investigación de La Sexta, Equipo de investigación, emitió un programa sobre el caso con el título Eva: Un expediente abierto. En él se recapituló la evidencia conocida e incluyó entrevistas con los padres, amigos, maestros, oficiales que trabajaban en el caso de Blanco y Vicente Garrido Genovés, psicólogo y criminólogo que ganó notoriedad cuando ayudó a identificar al asesino en serie Joaquín Ferrándiz Ventura en Castellón en 1998. Garrido discrepó de la teoría de la Guardia Civil de que el asesino era un "novio secreto" de Blanco, argumentando que ella no accedería a encontrarse con un amante quince minutos antes de su toque de queda por el riesgo de exponer tal relación. Su perfil criminal era de un acosador, alguien a quien Blanco no conocía o apenas conocía. La falta de heridas defensivas podría explicarse porque la víctima fue amenazada antes de acceder a tener relaciones sexuales con el agresor. El criminal sería de poca inteligencia, sin educación, con una profesión poco calificada y emocionalmente inmaduro, ya que buscaba sexo con una adolescente más que con una mujer de edad más cercana. Probablemente no tenía familia porque se habrían dado cuenta de que llegaba tarde y le habrían preguntado al respecto. También era posible que continuara su carrera criminal en otros lugares de España y que estuviera en prisión por otros delitos.

### Reconstrucción facial

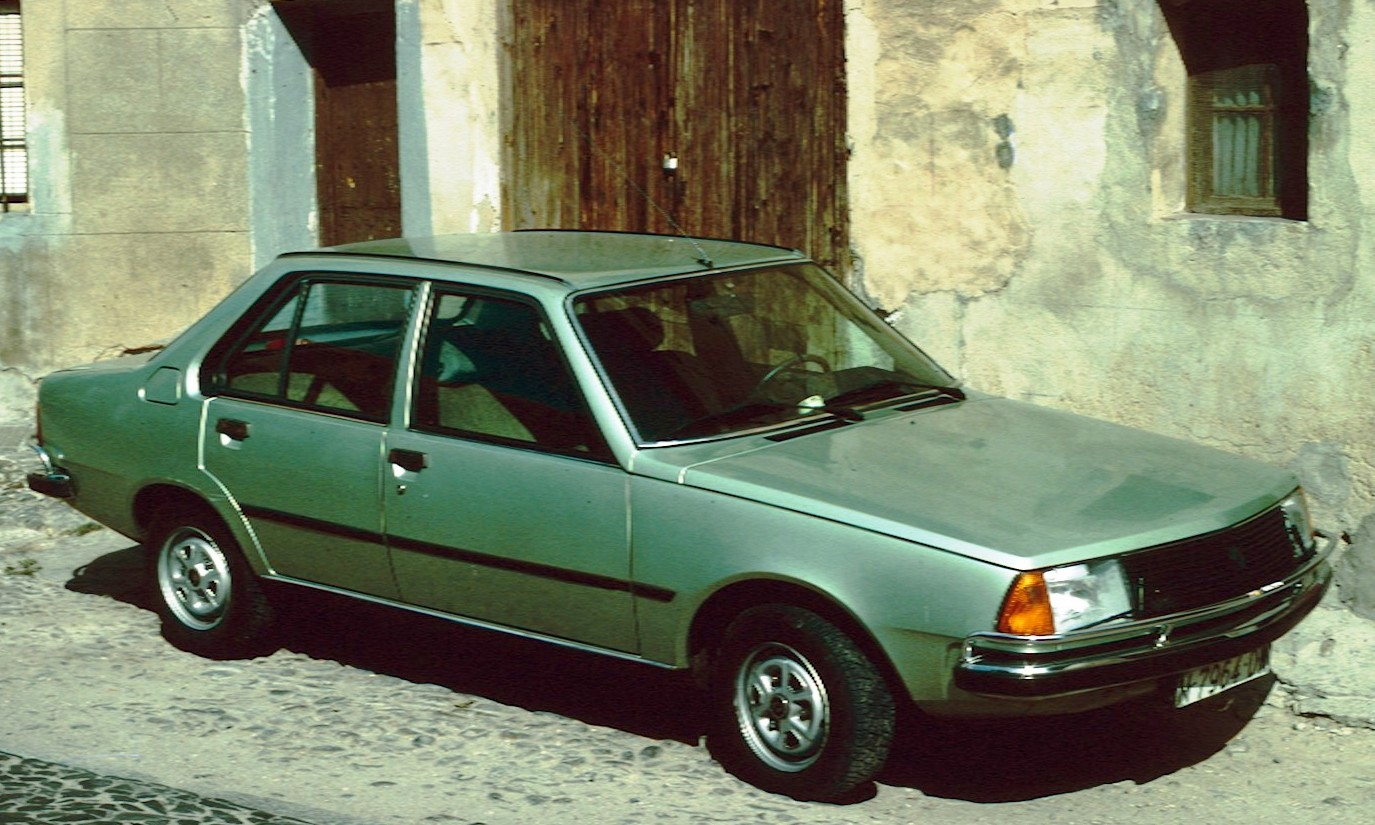
Un Renault 18.

Después de ver el programa, una mujer informó a las autoridades de que había visto a un hombre sospechoso en el lugar donde la joven fue asesinada cerca de las 8 horas de la mañana de aquel día. Caminaba bajo la lluvia sin paraguas, parecía que no había dormido durante la noche y parecía estar buscando algo antes de subirse a un Renault 18 blanco. La Guardia Civil consideró fiable el testimonio, en parte porque otros testigos habían denunciado un Renault 18 a lo largo de los años y el modelo era compatible con la fibra recuperada del cuerpo de Blanco. El 28 de octubre de 2013, la Guardia Civil publicó un retrato robot realizado en colaboración con la nueva testigo. El sospechoso sería un hombre entre 35 y 40 años en 1997; medía entre 1,70 y 1,80 metros de altura; era corpulento, entre 75 y 80 kg; con cabello castaño corto, puntiagudo; cara cuadrada y endurecida; ojos oscuros y hundidos; vestía una camisa blanca y un suéter con cuello de pico; y conducía un Renault 18 blanco con la tapicería roja. Se creó un número de teléfono y una dirección de correo electrónico confidenciales para posibles sugerencias. A 1 de enero de 2014, se habían recibido 100 correos electrónicos.

## Arresto de Ahmed Chelh Gerj - “Eva y 343110”

### Identificación
A finales de 2013, una nueva revisión del ADN del semen redujo la identidad del donante a un hombre de ascendencia norteafricana. La Guardia Civil solicitó a los 300 norteafricanos residentes en Algete en 1997 que proporcionaran muestras voluntarias. Su respuesta fue abrumadoramente positiva, a pesar de que muchos habían abandonado la ciudad e incluso el país en los años intermedios. Fouad Chelh, un antiguo residente del barrio de Blanco que posteriormente se marchó a vivir al sur de Francia, compartía su cromosoma Y y más del 97% de su ADN nuclear con el asesino. Esto solo era posible si ambos hombres eran hermanos. La muestra de un hermano de Chelh afincado en Murcia y que nunca había residido en Algete proporcionó un resultado idéntico, se emitió una orden de detención europea para el tercer hermano de Chelh, Ahmed Chelh Gerj. El 1 de octubre de 2015 Ahmed fue detenido fuera de su lugar de trabajo en Besanzón, ciudad y comuna francesa situada en el este del país, en el departamento de Doubs y región de Borgoña-Franco Condado, durante una intervención conjunta de la Guardia Civil y la Gendarmería francesa.

### Sospecha
Ahmed Chelh Gerj, de 52 años al momento del arresto, nació en Taza (Marruecos) el 1 de marzo de 1963. Tenía 34 años cuando se produjo el asesinato. Chelh se había casado en Madrid en 1989 con una española de 20 años y se convirtió en ciudadano español en la década de 1990. Tuvieron tres hijos en 1989, 1993 y 1997. Su esposa estaba embarazada de cinco meses de su tercer hijo cuando Blanco fue asesinada. Los Chelh nunca fueron incluidos en la lista de residentes de Algete porque vivían en una caravana estacionada en un vivero de plantas donde Chelh trabajaba como repartidor y que les había prestado un empleador. La residencia de Chelh se encontraba junto a Paracuellos de Jarama, en la carretera de Fuente el Saz, a cuatro kilómetros del lugar del crimen. Los Chelh se mudaron a Francia en 1999. Aunque seguían apareciendo como casados en España, se separaron amistosamente y Chelh se volvió a casar con una estudiante marroquí de 24 años en Besanzón en 2003. Chelh y su nueva esposa se instalaron en Pierrefontaine-les-Varans, un pueblo a 20 kilómetros de la frontera suiza, y tenía dos hijos, de seis años y un bebé, en el momento de su detención. Mientras estaba en Francia, trabajó como soldador para una empresa de maquinaria agrícola y su relación con sus compañeros de trabajo tenía fama de ser mala.
Cuando se le informó sobre la evidencia de ADN, Chelh afirmó que había salido a caminar solo y que dos hombres no identificados lo agarraron, lo llevaron a un descampado ante el cuerpo de Blanco y lo obligaron a masturbarse sobre él. Su exesposa, sin embargo, dijo a los periodistas que se había ido en compañía de sus hermanos, como solían hacer los fines de semana. Afirmó que nadie le habló de esa noche hasta después del arresto de Chelh, cuando un hermano dijo que habían estado en la misma discoteca que Blanco y que hablaron con ella después de que tuviera una discusión con su exnovio. Blanco salió de la discoteca con los hermanos un momento, pero volvió adentro con sus amigas alrededor de las 23:00 horas. La exesposa de Chelh también afirmó que ni la policía ni la Guardia Civil la habían interrogado a ella ni a los hermanos en el curso de la investigación, pero luego admitió que Chelh se volvía agresivo cuando bebía. La familia de Blanco nunca conoció a Chelh y como mucho interactuaban esporádicamente con su hermano. Un antiguo compañero de trabajo en el vivero de plantas describió a Chelh como poco sociable, agresivo después de beber y "un poco pervertido" con las mujeres. Las exclientas también lo recordaban como "un pervertido, del tipo que te hace sentir mal cuando está cerca".

### Enjuiciamiento
El 5 de octubre de 2015, Chelh intentó sin éxito cortarse la vena yugular con un vaso de cristal en su celda, pero aceptó ser deportado a España para ser juzgado dos días después. El 9 de octubre, Chelh aterrizó en la Base Aérea de Torrejón bajo la custodia de la Guardia Civil. En la audiencia preliminar del 13 de octubre, Chelh se negó a hacer una declaración, pero aceptó dar una muestra de ADN, siguiendo el consejo de su abogado en ambos casos. Fue acusado formalmente de asesinato, violación y detención ilegal, y fue recluido en la prisión de Soto del Real en espera de juicio, luego de que se le negara una solicitud de su abogado para que lo liberara hasta que llegaran los resultados del ADN. Las pruebas confirmaron a Chelh como el origen del semen incriminatorio más allá de toda duda.
El 19 de octubre, la defensa de Chelh solicitó sin éxito su liberación en espera de juicio. Su abogado argumentó que no había evidencia que vinculase a su cliente con el crimen además del ADN, que la hipótesis que funcionó durante los últimos 18 años por parte de la Guardia Civil era que Blanco había subido voluntariamente al automóvil de un adulto que ella conocía, y que había consentido en mantener relaciones sexuales antes de ser asesinada, según la misma investigación. Como resultado, no tenía sentido acusar a Chelh de violación o creer que Blanco habría accedido a subirse a un automóvil con un marroquí, dada la insistencia de sus amigas de que nunca subiría al automóvil de un extraño. El abogado afirmó que Blanco nunca iría voluntariamente con un marroquí porque albergaba simpatías neonazis, como lo indicaban las imágenes presentes en sus diarios, y recordó que la investigación se había centrado desde el principio en el grupo neonazi Bases Autónomas. Los amigos de Blanco negaron que tuviera alguna relación con los neonazis. La primera esposa de Chelh alimentó la teoría conspirativa en una entrevista con el programa La mañana de TVE, en la que afirmó que había "varias personas involucradas", y que los Chelh sabían que estaba "detrás de todo esto", "más o menos". Ella afirmó esta vez que su marido regresó a casa entre las 22 y 23 horas, que no se quedaría fuera hasta tarde porque estaba embarazada y que le dijo que algunos chicos lo habían asaltado, pero que él no quería denunciarlo porque tenía miedo.
El 8 de enero de 2016, un equipo de psiquiatras y psicólogos de la prisión apoyó el levantamiento de las medidas contra el suicidio impuestas a Chelh desde su arresto, como él mismo había solicitado repetidamente. En la siguiente audiencia del 15 de enero, Chelh afirmó que dos personas lo metieron a la fuerza en un automóvil y lo amenazaron con un navaja para hacerlo eyacular sobre Blanco, que estaba viva adentro. Insistió en que nunca la penetró, pero cuando se le preguntó por qué se encontraba su semen dentro del cuerpo, no pudo responder.

### Muerte
El 29 de enero de 2016, Chelh fue encontrado muerto en su celda de la Prisión de Alcalá Meco, tras haberse ahorcado con los cordones de sus zapatos. La acusación terminó formalmente el 15 de febrero.
En octubre de 2020, el Tribunal Supremo de España condenó al Estado a indemnizar a la familia del presunto violador con un total de 90 000 euros por no haber evitado el suicidio del interno.

“Eva y 343110”
Una de las explicaciones plausibles a las cerca de 200 veces que Eva Blanco registra este texto en su diario, puede hacer referencia al nombre de una persona que conoce pero no tiene la tranquilidad de escribirlo a diferencia de otros novios o amigos. Tras la detención del asesino marroquí-español Chelh, que afirmó que conocía a Eva, se obtuvieron datos que pueden identificarle con el número 343110: 34 corresponde a los años de Chelh en el momento del asesinato; 3 corresponde al mes de marzo y 1 corresponde al día de ese mes en el que nació el asesino; 10 corresponde a la reducción de la suma del año que nació Chelh (1+9+6+3=19…1+9=10). 